# Стоунволл (Луїзіана)
Стоунволл (англ. Stonewall) — місто (англ. town) в США, в окрузі Де-Сото штату Луїзіана. Населення — 2273 особи (2020).

## Географія
Стоунволл розташований за координатами 32°15′49″ пн. ш. 93°49′2″ зх. д. / 32.26361° пн. ш. 93.81722° зх. д. (32.263683, -93.817337).  За даними Бюро перепису населення США в 2010 році місто мало площу 19,67 км², з яких 19,39 км² — суходіл та 0,28 км² — водойми. В 2017 році площа становила 22,37 км², з яких 22,05 км² — суходіл та 0,32 км² — водойми.

## Демографія
Згідно з переписом 2010 року, у місті мешкало 1814 осіб у 725 домогосподарствах у складі 537 родин. Густота населення становила 92 особи/км².  Було 785 помешкань (40/км²).
Расовий склад населення:
| - 90,0 % — білих - 7,3 % — чорних або афроамериканців - 1,1 % — корінних американців - 0,3 % — азіатів |

До двох чи більше рас належало 0,9 %. Частка іспаномовних становила 1,8 % від усіх жителів.
За віковим діапазоном населення розподілялося таким чином: 21,8 % — особи молодші 18 років, 62,2 % — особи у віці 18—64 років, 16,0 % — особи у віці 65 років та старші. Медіана віку мешканця становила 43,9 року. На 100 осіб жіночої статі у місті припадало 97,6 чоловіків;  на 100 жінок у віці від 18 років та старших — 90,7 чоловіків також старших 18 років.
Середній дохід на одне домашнє господарство  становив 88 113 долари США (медіана — 69 625), а середній дохід на одну сім'ю — 98 924 долари (медіана — 83 125). Медіана доходів становила 62 888 доларів для чоловіків та 42 868 доларів для жінок. За межею бідності перебувало 10,2 % осіб, у тому числі 16,1 % дітей у віці до 18 років та 8,8 % осіб у віці 65 років та старших.
Цивільне працевлаштоване населення становило 1046 осіб. Основні галузі зайнятості: освіта, охорона здоров'я та соціальна допомога — 33,7 %, роздрібна торгівля — 9,5 %, виробництво — 9,2 %, будівництво — 9,2 %.